# Блонський Христофор Антонович
Христофо́р Анто́нович Бло́нський (1893, Горохів — 14 грудня 1971, Милятин) — український громадський та культурний діяч, поет, композитор, священник.

## Біографічні відомості
Походить із роду Блонських. Народився в селі Горохів (тоді Волинська губернія, нині місто і районний центр Волинської області, Україна).
Навчався в Житомирській гімназії. Після гімназії, провчившись 4 роки в духовній семінарії, вступив до Вищих курсів політехніки в Києві.
Моряк Балтійського флоту під час Першої світової війни та Жовтневого перевороту. З 1920-х років постійно проживав на території нинішньої Рівненської області (села Кустин, Михалківці, Милятин, місто Рівне). Активно займався культурним просвітництвом. Створив народний аматорський хор в селі Кустин, з яким став лауреатом на щорічному конкурсі ярмарку «Волинські торги», що відбувався в Рівному.
1942 року висвятився на священника УАПЦ. Отримав парафію в селі Михалківці. Долучився до руху опору УПА. Його дім став культурним осередком бійців опору, де звучала молитва, музика (бандура), вірші. В старості переїхав у село Милятин, де й помер 14 грудня 1971 року.
Написав пісні у яких виразив любов українця-християнина до рідного народу і непохитне переконання в неминучості відновлення втраченої державності.. 1994 року вийшла друком збірка поезій та композицій Христофора Блонського під умовною назвою «Вода з-під каменя».